# ムニンタツナミソウ
ムニンタツナミソウ（無人立浪草、学名：Scutellaria longituba ）は、シソ科タツナミソウ属の多年草。

## 特徴
茎には稜があり、高さは40-70cmになり、短毛が生える。葉は十字に対生し、長い葉柄があり、葉身の縁には波形の鋸歯がある。樹陰地のものは草丈が高く、葉も大型になり、薄く柔らかい。日当たりのよい裸地に生えるものの草丈は低く、葉はやや厚めになる。
花期は3-5月。茎先に総状花序をつけ、多数の唇形状の花をつける。花冠は白色で長く、花冠筒部の長さは日本本土の同属のものと比べ2倍近く長く、長さ4-5cmになり、先は唇形となる。萼は鐘形。雄蕊は4個あり、下側の2個がやや短い。果期は5-6月で、果実は4個の分果となる。夏に地上部は一時枯れて、晩秋に芽を出す。

## 分布と生育環境
日本の小笠原諸島の固有種。小笠原諸島の父島と兄島のみに分布し、あまり乾燥しない林地や林縁に生育する。群生することがある。父島では、夜明平から中央山東平、躑躅山にかけて自生が確認されている。

## 名前の由来
小笠原諸島には、同諸島の古い呼称の「無人島（ムニンジマ）」の「ムニン」を和名に冠する植物が50種近くある。和名のムニンタツナミソウ（無人立浪草）は、小笠原諸島に産するタツナミソウ属の種の意。
種小名の longituba は、「花筒が長い」の意味。

## 保全状況評価
絶滅危惧IB類 (EN)（環境省レッドリスト）
2012年、2020年、2025年レッドリスト。

2007年レッドリストでは絶滅危惧II類(VU)。2000年レッドデータブックでは準絶滅危惧(NT)。

## ギャラリー
- 花冠筒部が長い。
- 十字対生する葉
- 花の正面観